# Прочерк
ПРОЧЕРК — черкаське регіональне суспільно-політичне інтернет-видання, засноване Сергієм Томіленком, головою Національної спілки журналістів України, та Олексієм Душейком, аграрієм із Чорнобаївщини, у 2010 році, напередодні місцевих виборів.
Головним редактором сайту є сам Сергій Томіленко, заслужений журналіст України, відповідальний редактор — Назарій Вівчарик. У рамках діяльності редакція зареєструвала інформаційне агентство та однойменну газету. Враховуючи, що бренд «Прочерк» на місцевому рівні впізнаваний, сайт намагався випускати газету, залучаючи до її виходу спонсорів. Тому частина газети мала інформаційне наповнення, а інша — це публікації про підприємства, організації чи окремих політиків. Також видання намагалось продавати стрічку новин від інформаційного агентства, структуруючи новини та роблячи розсилку. 
Матеріали на сайті публікуються виключно українською мовою. Основна тематика видання — регіональна політика, життя міста Черкаси, а також соціальні проблеми та економіка. Певне місце займають новини про кримінал, культуру, екологію та спорт, існують окремі розділи «Резонанс», «Таблоїд» та «Пряма мова». Видання публікує позиції низки політиків, фахівців різних галузей, які дотичні до проблематики Черкас та Черкащини. Постійно започатковуються нові рубрики, такі як лонгріди, опитування для сайту, «Подорожі» (репортажі із-за кордону), «Суботнє інтерв'ю», підсумки тижня. 
Оновлення сайту відбувається до 30 разів на день. На першу сторінку видання виведені коментарі читачів, які обіймають значне місце в інформаційному наповненні видання, що є специфічною практикою.
Аудиторія видання — це соціально активне населення від 25 до 55 років, яке цікавиться політикою і є економічно самостійним. Окрім того, читачами є державні службовці, посадовці місцевого самоврядування, адже ресурс спрямований на моніторинг діяльності органів влади. Рекордну відвідуваність видання мало через рік роботи, у 2011 році, коли великий дощ паралізував рух на черкаських дорогах. Тоді сайт відвідало більше 10 тисяч читачів за добу. А в часи Євромайдану черкаське видання «Прочерк» щодня читало понад 60 тисяч читачів.
Редакцією було реалізовано ряд проєктів із залученням спонсорів. Так, із партнерами був проведений фотоконкурс туристичних маршрутів, а також історичний проєкт з використанням старовинних географічних карт. Інтернет-видання часто є медіа-партнером різних спортивних та культурних заходів.